# Lidský kapitál

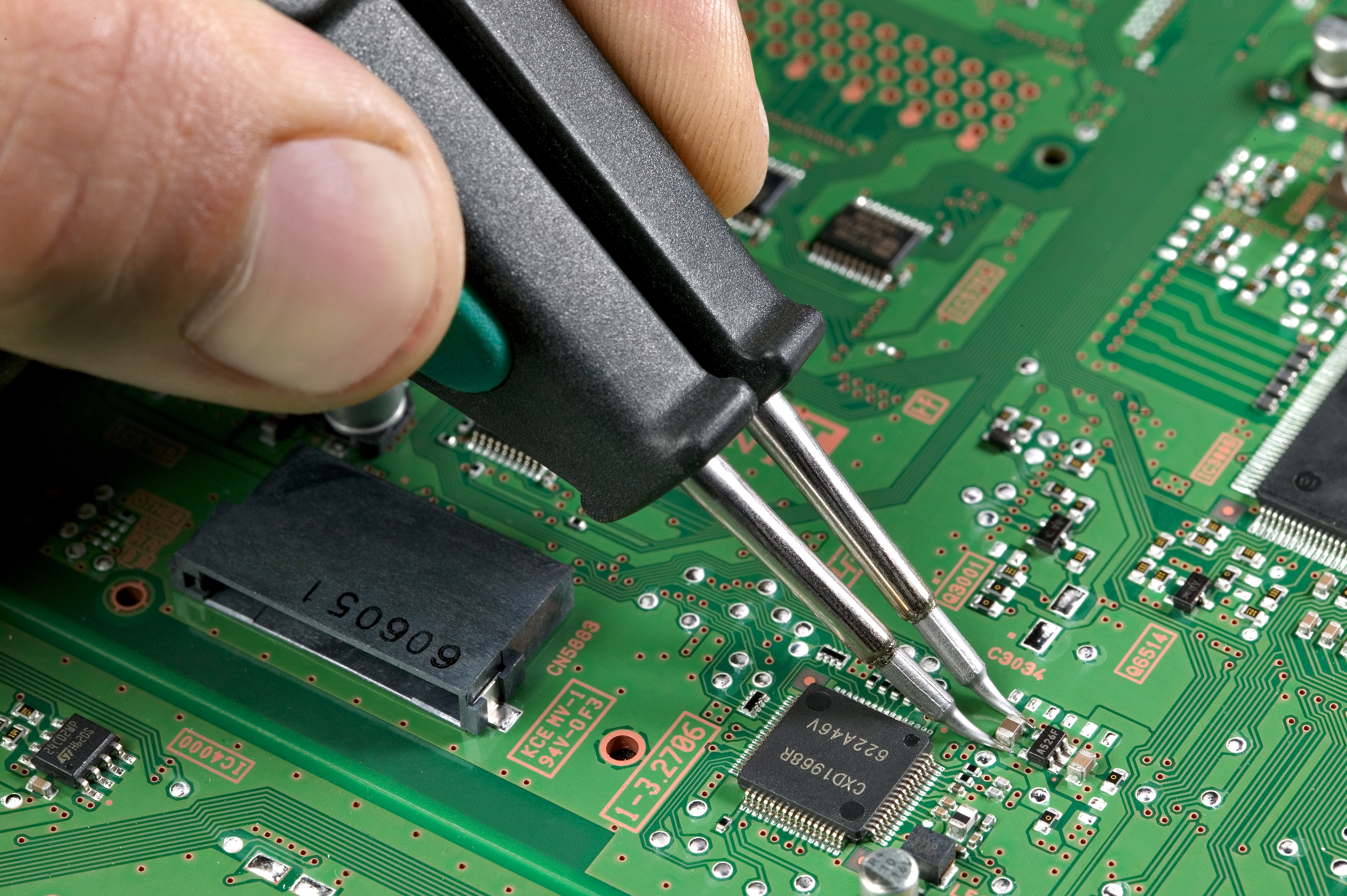
Mezi lidský kapitál lze zařadit různé specifické dovednosti.

Lidský kapitál je soubor vlastností a charakteristik – všech znalostí, talentů, dovedností, schopností, zkušeností, inteligence, úsudků a moudrosti, které jsou specifické pro jednotlivce, ať už individuálně nebo kolektivně, tj. sdílí je s větším počtem lidí. Za lidský kapitál je považována například schopnost tesaře postavit schody. Lidský kapitál zvyšuje schopnost jedinců provozovat činnosti, které přinášejí určitou ekonomickou hodnotu. Výdaje na tyto aktivity jsou investicemi do kapitálu a zlepšují naše zdraví nebo zvyšují výdělky. Vznik kapitálu vyžaduje investici. Investice znamená, že se místo spotřebních statků budou vyrábět kapitálové statky. Je tudíž třeba odložit část současné spotřeby do budoucna. Investice do kapitálu tedy vyžaduje obětování aktuální spotřeby v zájmu zvýšení budoucí spotřeby. Člověk se většinou rozhoduje na základě porovnání nákladů a výnosů. Jako náklad je tady myšlena především hodnota času, který musí člověk vynaložit na zvýšení svých dovedností. Na druhou stranu, výnos je měřen jak finančně – zvýšením mzdy, tak i nefinančně – možnost získat atraktivnější zaměstnání, které bude jedince více naplňovat a může ho obohatit o další znalosti. 
Např. vzdělání je lidským kapitálem. Mzdové rozdíly mezi kvalifikovanou a nekvalifikovanou práci představují výnosy z lidského kapitálu.

## Teorie lidského kapitálu
Teorie lidského kapitálu je úzce spojena se studiem řízení lidských zdrojů, což můžeme v praxi nalézt v podnikové správě a makroekonomii. Lidský kapitál můžeme rozdělit na tři typy: intelektuální, sociální (též společenský) a emoční. S ideou, že právě nehmotná forma kapitálu je stejně důležitá jako ta hmotná, přišel na konci 20. století americký politolog Robert Putnam. Sociální kapitál je, jak už název napovídá, tvořený sociálními vztahy, vzájemnými interakcemi mezi lidmi na jednom pracovišti či při volnočasových aktivitách. Sociální vazby pozitivně ovlivňují schopnosti jednotlivců a vedou tak i k větší produktivitě. Teorie lidského kapitálu vznikla v 60. letech 20. století. Podle ní existuje přímý vztah mezi vzděláním (kvalifikací) a produktivitou, čímž se vysvětluje zájem o podnikové vzdělání. Z uvedeného přímého vztahu vyplývá, že vzdělání je do jisté míry určováno potřebou trhu. Když je nabídka v některých profesích v převisu, snižuje se návratnost investic do vzdělávání.
Z hlediska obsahového zaměření rozlišujeme dva typy kapitálu: všeobecný lidský kapitál a specifický (neboli účelový) kapitál. Všeobecný lidský kapitál je možné uplatnit u jakéhokoli zaměstnavatele, jedná se o dovednosti, které se mohou hodit ve vícero životních situacích. Právě proto do rozvoje tohoto kapitálu firmy příliš neinvestují, jelikož pouze zvyšuje cenu pracovní síly. Oproti tomu specifický lidský kapitál představuje znalosti a dovednosti, které se dají uplatnit pouze v konkrétní firmě či odvětví. Tudíž zvyšuje produktivitu této firmy a zaměstnavatel má tak dobrý důvod investice do tohoto typu kapitálu pro své pracovníky. Firmám se proto investice do účelového lidského kapitálu velmi vyplatí. Výdělky, které tento krok přinese, totiž zcela pokryjí náklady na zaučení zaměstnanců. Navíc jim to přinese i kvazirentu, a tak se nemusí obávat, že by od nich pracovníci odešli ke konkurenci.
Kvalita lidského kapitálu je jedním z nejvýznamnějších faktorů ovlivňujících úspěšnost či neúspěšnost firem v náročném konkurenčním prostředí tržního hospodářství. Na prahu nového tisíciletí hraje tento faktor význam v daleko větším rozsahu, než tomu bylo dříve, když byl vývoj ekonomického okolí kontinuální, relativně plynulý a rozsah a intenzita probíhajících změn byla v managementu firem zvládnutelná bez radikálních změn přístupu k tvorbě a realizaci strategie fungování a rozvoje firmy. Rozvoj výroby a technický pokrok posilují dělbu práce a zároveň nutnost kooperace. Díky technickým inovacím se pracovní úkony rozdělily na ty jednoduché (např. obsluha výrobního pásu) a specializované, které mohou provádět pouze zaučení jedinci (např. obsluha složitějších strojů). U zaučených pracovníků tudíž vlivem nově nabytých schopností dochází ke zvýšené produktivitě práce a snížení výrobních nákladů. Požadavky na kvalifikaci svých pracovníků mají firmy stále větší, proto jen vrozené schopnosti a fyzický kapitál zkrátka nestačí. V důsledky změn, které proběhly koncem 20. století a které vtiskly ekonomickému i sociálnímu prostředí nové znaky, se ukázalo, že kvalita lidských zdrojů a schopnost jejího využití při stanovování strategie a rozvoje firmy a její realizace se stává rozhodujícím faktorem úspěchu.
Lidský kapitál, tedy kvalifikace a schopnosti lidí patří mezi prvotní faktory ovlivňující produktivitu práce. Mezi další můžeme zařadit množství a kvalitu fyzického kapitálu, množství přírodních zdrojů, úroveň používaných technologií a společenské a právní prostředí.
Mezi lidským a fyzickým kapitálem existuje analogie v tom, že oba jsou výsledkem investovaného času, energie a peněz. Obecně platí, že lidé si budou rozšiřovat vzdělání a zlepšovat praktické dovednosti, jestliže bude rozdíl v odměně za kvalifikovanou a nekvalifikovanou práci dostatečně významný.
Z většiny výzkumů vyplývá, že investice do lidského kapitálu přináší větší výnosy než investice do jakýkoliv jiných druhů kapitálu. Je tu navíc třeba připomenout fakt, že investice do lidského kapitálu se nesoustředí pouze na vzdělání, ale také například na investice do zdraví.
V určitém smyslu je myšlenka „lidského kapitálu“ podobná konceptu pracovní síly Karla Marxe, podle něhož dělníci v kapitalismu prodávali svoji pracovní sílu, aby získali příjem.

## Historie lidského kapitálu
Prameny teorie lidského kapitálu sahají až do 18. století a jsou spojovány s myšlenkami skotského ekonoma Adama Smitha. Avšak větší pozornosti se této teorii dostálo až ve 20. století, a to zásluhou Garyho Beckera, Jacoba Mincera a Theodora Schultze.
Ačkoli počátky teorie lidského kapitálu sahají až do 18. století, za zakladatele je považován Arthur Lewis, jenž myšlenku lidského kapitálu použil ve své knize nesoucí název „Economic Development with Unlimited Supplies of Labour.“ z roku1954. Avšak termín „lidský kapitál“ nebyl ještě v této době používán z důvodu jeho negativních podtónů. Prvním autorem, který tento termín v diskuzi použil byl Arthur Cecil Pigou. Užití termínu v moderní neoklasické ekonomické literatuře se datuje do roku 1958, kdy v akademickém periodiku Journal of Political Economy vyšel článek s názvem „Investment in Human Capital and Personal Income Distribution“ od autora Jacoba Mincera. Nejznámější myšlenky teorie lidského kapitálu nalezneme u ekonomů Jacoba Mincera a Garyho Beckera, kteří jsou oba spojování s Chicagskou školou v ekonomii. Beckerova kniha s názvem „Lidský kapitál“ publikovaná v roce 1964 se stala standardním odkazem pro teorii lidského kapitálu po mnoho let. Právě na základě této literatury se lidský kapitál rozděluje na specifický a všeobecný.
Lidský kapitál je ztotožňován s tzv. „fyzickými výrobními prostředky,“ jelikož do lidského kapitálu lze rovněž investovat, a to konkrétně například prostřednictvím vzdělávání, školení či lékařské péče. Lidský kapitál je nahraditelný, ale nepřenosný jako například půda nebo práce.
Důležitým autorem 21. století je například Paul Romer, který přišel s myšlenkou moderního přístupu založeného na inovacích pro pochopení ekonomického růstu, k jehož klíčovým faktorům podle Romera patří právě lidský kapitál. Paul Romer obdržel v roce 2008 Nobelovu cenu za ekonomii. V roce 2004 byl vytvořen nový koncept lidského kapitálu, který je různý pro každou specifickou činnost. Tento koncept zdůrazňuje, že v mnoha případech narůstá lidský kapitál konkrétně a specificky na základě povahy činnosti nebo na dovednostech potřebných pro splnění tohoto úkolu.

## Ukazatele lidského kapitálu
Mezi ukazatele lidského kapitálu patří:
- pověst zaměstnanců společnosti
- roky praxe v povolání
- podíl nových zaměstnanců (procento zaměstnanců s méně než 2 roky praxe)
- spokojenost zaměstnanců
- podíl zaměstnanců navrhující nové myšlenky
- přidaná hodnota zaměstnance [3]

## Kritika
Někteří ekonomové kritizovali Chicagskou školu za to, že se snažila vysvětlit veškeré rozdíly ve mzdách a platech pouze z hlediska lidského kapitálu. Navrhovali však alternativy. Například Michael Spence a Joseph Stiglitz přišli s tzv. “signaling theory”. Podle této teorie vzdělávání nevede ke zvýšení lidského kapitálu, ale spíše působí jako mechanismus, kterým mohou pracovníci předvést své schopnosti a dovednosti svým nadřízeným, a získat tak nadprůměrné mzdy.
V roce 2004 byl „lidský kapitál“  nazván v Německu „nejhorším slovem roku“ (un-word of the year) porotou jazykových učenců, kteří považovali tento termín za nevhodný a nehumánní, neboť jednotlivci jím byli ponižovaní a jejich schopnosti klasifikovány pouze podle ekonomicky relevantních veličin.

## Lidský kapitál a vzdělávání
Vzdělávání a školení jsou nejdůležitějšími poli investic do lidského kapitálu. Příjmy více vzdělaných lidí jsou velmi často ne-li vždy nad průměrnou mzdou. Mnoho pracovníků se ustálí a zůstane na stejné pozici po mnoho let. Časté změny zaměstnání nastávají především u nezkušených pracovníků, tj. neprošli školením. 
Výsledkem několika analýz je zjištění, že i když si člověk na investici do svého vzdělání musí potřebné peníze půjčit a zároveň dočasně uskromnit své výdaje, tak je pro něj celoživotní příjem z těchto kvalifikovaných pozic dostatečnou satisfakcí. Jedná se o tzv. vzdělanostní prémii. Výše očekávaného výdělku je tedy úměrná délce vzdělání. V mnoha zemích se ovšem již tato prémie vlivem “převzdělanosti“ populace zmenšuje. Například v severoevropských zemích se podíl vysokoškolsky vzdělaných lidí pohybuje mezi 80 až 95 % populace. Čím více obyvatel dosáhne vysokoškolského vzdělání, tím úroveň vzdělání ztrácí svou tzv. “třídící“ funkci. Následkem toho se pak stává v podstatě nutností vysokou školu vystudovat, jinak jsou šance na dobrou pracovní pozici mizivé.
Míra výnosů investic do vzdělání se pohybuje mezi 5 až 15 %. Nejvíce výnosné jsou investice vynaložené na získání základního vzdělání.
Z průzkumu z roku 2016 vyplývá, že s růstem úrovně dosaženého vzdělání roste také spokojenost s jeho uplatněním. Až 87 % vysokoškoláků cítí spokojenost s uplatněním své kvalifikace, oproti pouhým 54 % vyučených bez maturity. 
S lidským kapitálem se také často pojí diskriminace. Zaměstnanci prokazující stejnou produktivitu mohou dostávat za svou práci rozdílnou mzdu. Příčin může být celá řada, ať už se jedná o diskriminaci na základě pohlaví, věku, národnosti či v současné době stále častěji na základě prestiže vystudované vysoké školy.

## Lidský kapitál a rodina
Je zřejmé, že co se týče lidského kapitálu, nemůžeme opomenout vliv rodiny na vědomosti, dovednosti, hodnoty a zvyky dětí. Příprava dětí a pomoc při vzdělávání je velmi zásadní.
Z dat vyplývá, že na úroveň a kvalitu vzdělání má značný vliv i socio-ekonomické postavení rodičů. Pokud rodiče z finančních důvodů nemohou investovat do vzdělání svých dětí, mají zároveň jen omezené možnosti si vypůjčit od bank, jelikož nemohou ručit zatím neexistujícím lidským kapitálem. To se snaží eliminovat stát, například dostupným bezplatným vzděláváním. Nákladů na děti školou povinné přesto zůstává spoustu.
Další výzkumy se zaměřily rovněž na vliv genetického a sociálního původu jedince. Jejich výsledkem bylo, že schopnosti získané původem ovlivňují úspěch pouze z jedné třetiny. Zbylé dvě třetiny jsou výsledkem vzdělání.

## Lidský kapitál a ekonomický rozvoj
Rozvoj vědeckého a technického vzdělání a znalostí zvyšuje produktivitu práce a investice do výroby. Systematická aplikace vědeckých znalostí do výroby zboží značně zvýšila význam edukace, především technického, ale také školení. 
U lidského kapitálu můžeme rovněž přesně určit jeho ekonomickou hodnotu a efektivnost.
Hodnotu lidského kapitálu (HC = Human Capital) vyjadřujeme jako součet celoživotních příjmů (W = wage) a celoživotních nákladů na pracovní sílu zahrnující výdaje za vzdělání a zdravotní a sociální náklady (TC = total costs).
HC = W +TC
Efektivnost (E) lze vyjádřit jako poměr výnosů a nákladů,
E = Y/HC
kde Y = celoživotní produkt lidského kapitálu.
Když je Y > HC, pak je lidský kapitál efektivní.